# Богородськ
Богоро́дськ (рос. Богоро́дск; до 1923 року — село Богородське) — місто обласного підпорядкування в Росії, центр Богородського району Нижньогородської області.
Населення 36,8 тис. осіб (2005).
Місто розташоване на автошляху Нижній Новгород—Муром, за 43 км на південний захід від Нижнього Новгорода і за 8 км від пристані Дуденьово на річці Оці. Є залізнична станція, кожевенна, легка промисловість, підприємства будіндустрії, шкіряний технікум, медичне училище.
Засноване в 1570 році. Статус міста з 1923 року.

## Економіка
Богородськ — один із старовинних (із XVII століття) центрів шкіряної промисловості. Провідні шкіряні заводи: імені Юргенса, імені Калініна, імені Кашина, імені Венецького; шкіргалантерейна і взуттєва фабрики. Заводи штучних шкір, механічний, клеєварний, швейно-такелажний комбінат, швейна фабрика та інші підприємства.

## Персоналії
- Солоніцин Анатолій Олексійович (1934—1982) — радянський актор.

| Росія | Це незавершена стаття з географії Росії. Ви можете допомогти проєкту, виправивши або дописавши її. |